# Robert Wilson (roer)
Robert Andrew Wilson (født 14. oktober 1935 i Kamloops, Canada) er en canadisk tidligere roer.
Wilson var med i Canadas otter, der vandt sølv ved OL 1956 i Melbourne, kun besejret i finalen af USA. Australien sikrede sig bronzemedaljerne. Besætningen i canadiernes båd blev desuden udgjort af Bill McKerlich, Richard McClure, Philip Kueber, David Helliwell, Donald Pretty, Douglas McDonald, Lawrence West og styrmand Carlton Ogawa.
Wilson var, ligesom de øvrige medlemmer af canadiernes 1956-otter, studerende ved University of British Columbia i Vancouver.

## OL-medaljer
- 1956:  Sølv i otter